# Петрово (Кувшиновский район)
Петрово — деревня в Кувшиновском районе Тверской области России, входит в состав Тысяцкого сельского поселения.

## Население
| 1859 | 2008 | 2010 |
| ---- | ---- | ---- |
| 60   | ↘7   | ↘0   |

## История
В «Списке населённых мест» по сведениям 1859 года Петрово (Башково) — владельческая деревня 2-го стана Вышневолоцкого уезда Тверской губернии по праву сторону Ржевского тракта от Вышнего Волочка, в 50 верстах от уездного города и 48 верстах от становой квартиры, при реке Поведи, с 11 дворами и 60 жителями (33 мужского пола, 27 женского пола).